# Niels Haarbye
Niels Haarbye (* 4. Mai 1953) ist ein ehemaliger dänischer Fußballspieler.

## Karriere
Haarbye spielte bis 1977 für den Vanløse IF. 1977 wechselte er zu B 1903 Kopenhagen. Mit B 1903 wurde er 1979 dänischer Pokalsieger. Im Finale gegen den Køge BK wurde er in der 65. Minute für Finn Schmidt-Jensen eingewechselt.
Zur Saison 1980/81 wechselte er zum österreichischen Erstdivisionär SV Austria Salzburg. Sein Debüt in der 1. Division gab er im August 1980, als er am ersten Spieltag jener Saison gegen den SK VOEST Linz in der Startelf stand. Insgesamt absolvierte Haarbye elf Spiele in der höchsten österreichischen Spielklasse, in denen er ohne Treffer blieb.
1981 kehrte er nach Dänemark zu B 1903 zurück. Danach spielte er noch für den Køge BK, ehe er seine Karriere beendete.

## Erfolge
B 1903 Kopenhagen
- Dänischer Pokalsieger: 1978/79